# Mesochorus procerus
Mesochorus procerus là một loài tò vò trong họ Ichneumonidae.